# Robert Brooke
Robert Brooke, född omkring 1760, död 27 februari 1800 i Spotsylvania County, Virginia, var en amerikansk politiker (demokrat-republikan). Han var Virginias guvernör 1794–1796.
Brooke studerade i Edinburgh och återvände till Virginia år 1780 mitt under amerikanska revolutionskriget. I januari 1781  tillfångatogs han i Westham. Efter frigivningen arbetade han som advokat i Virginia. År 1786 gifte han sig med Mary Ritchie Hopper.
Brooke efterträdde 1794 Henry Lee III som guvernör och efterträddes 1796 av James Wood. Brooke var stormästare inom frimurarna i Virginia. Han efterträdde 1795 John Marshall och innehade stormästerskapet fram till år 1797. Som delstatens justitieminister tjänstgjorde Brooke från och med 1796 fram till sin död.